# Gudmund Torfason
Guðmundur "Gunni" Torfason (Vestmannaeyjar, 13 december 1961) is een voormalig IJslands voetballer. Gudmund was een spits.

## Carrière
- 1982-1986:  Fram Reykjavík
- 1986-1987:  KSK Beveren
- 1987-1988:  KFC Winterslag
- 1988     :  KRC Genk
- 1989     :  Rapid Wien
- 1989-1992:  St. Mirren FC
- 1992-1996:  St. Johnstone FC
- 1996-1998:  Grindavík

## International
Gudmund kwam 26 keer uit voor het nationaal elftal van IJsland, waarbij hij 4 goals maakte. Zijn laatste interland was in november 1991 tegen Frankrijk.